# Rana muscosa
Rana muscosa é uma pequena espécie de rã com um tamanho de 5 a 7,5 cm. A parte inferior de abdómen e a parte inferior das patas traseiras é de cor amarela ou laranja, e o dorso é de cor amarelada ou avermelhada, com manchas negras ou castanhas. Os juvenis são menos coloridos na parte de baixo das patas. Quando manuseadas, deitam cheiro a alho.
Estas rãs preferem os habitats lacustres ou riachos de montanha.